# Полуинвариант (теория вероятностей)
Полуинварианты, или семиинварианты, или кумулянты — коэффициенты в разложении логарифма характеристической функции случайной величины в ряд Маклорена.

## Определение

### Через характеристическую функцию
Полуинварианты, в отличие от моментов, не могут быть определены напрямую через функцию распределения {\displaystyle F(x)}. Их определяют либо через логарифм характеристической функции {\displaystyle G(u)}, либо через моменты {\displaystyle \mu } (второе определение вытекает из первого). Формально, полуинварианты определяются как коэффициенты в разложении в ряд Маклорена логарифма характеристической функции аналогично тому, как определяются моменты для самой характеристической функции:
{\displaystyle \ln G(u)\,=\,iu\kappa _{1}+{\frac {(iu)^{2}}{2!}}\kappa _{2}+\ldots +{\frac {(iu)^{n}}{n!}}\kappa _{n}+\ldots =\sum \limits _{n=1}^{\infty }{\frac {(iu)^{n}}{n!}}\kappa _{n}}.
Единственное отличие состоит в том, что первый член этого ряда принимается равным {\displaystyle 0}, а не {\displaystyle 1} как в случае моментов. Поэтому логарифм характеристической функции является производящей функцией для полуинвариантов, его иногда называют второй характеристической функцией и обозначают:
{\displaystyle \varphi (u)\,\equiv \,\ln G(u)}.
Интерес к этой функции обусловлен тем, что она аддитивна для независимых случайных величин, то есть для суммы таких величин она равна сумме соответствующих функций для каждой величины:
{\displaystyle \ln G(a+b)=\ln G(a)+\ln G(b)}.
Это очевидно следует из того факта, что характеристическая  мультипликативная функция по независимым случайным величинам равна произведению соответствующих функций. Это же свойство, как следствие, присуще полуинвариантам: в частности, поскольку первым и вторым полуинвариантом случайной величины служат её математическое ожидание и дисперсия, то для суммы независимых случайных величин они соответственно равны сумме математических ожиданий или дисперсий самих величин (это верно и для третьего центрального момента, который поэтому совпадает с третьим полуинвариантом. Для четвёртых и более высоких центрированных моментов это равенство уже не выполняется). Указанное свойство упрощает работу с кумулянтами, так как для них, в отличие от моментов распределения суммы независимых случайных величин, имеющих достаточно громоздкое выражение через моменты самих величин, выражение через полуинварианты слагаемых весьма просто.
Из определения ряда Маклорена полуинвариант порядка {\displaystyle n} определяется как:
{\displaystyle \kappa _{n}\,=\,(-i)^{n}\left.{\frac {\,\partial ^{n}\varphi }{\,\partial u^{n}}}\right|_{u=0}}.
В частности, для первого полуинварианта имеем:
{\displaystyle \kappa _{1}\,=\,-i\left.{\frac {\,\partial \varphi }{\,\partial u}}\right|_{u=0}\,=\,-i\left.{\frac {G'_{u}}{\,G(u)}}\right|_{u=0}}.

### Через моменты
Выведем теперь альтернативное определение полуинварианта через моменты. Разлагая характеристическую функцию {\displaystyle G(u)} в ряд Маклорена через моменты, можно переписать первую формулу в следующем виде:
{\displaystyle \ln \left\{1+\sum \limits _{n=1}^{\infty }{\frac {(iu)^{n}}{n!}}\mu _{n}\right\}\,=\,\sum \limits _{n=1}^{\infty }{\frac {(iu)^{n}}{n!}}\kappa _{n}}.
Разлагая и логарифм в ряд Маклорена и предполагая, что условия на его радиус сходимости выполняются, мы получим:
{\displaystyle \sum \limits _{m=1}^{\infty }(-1)^{m+1}{\frac {\displaystyle \left(\sum \limits _{n=1}^{\infty }{\frac {(iu)^{n}}{n!}}\mu _{n}\right)^{\!\!m}}{m}}\,=\,\sum \limits _{n=1}^{\infty }{\frac {(iu)^{n}}{n!}}\kappa _{n}}.
Приравнивая коэффициенты при равных степенях {\displaystyle iu} в суммах слева и справа, получаем:
{\displaystyle {\begin{cases}\kappa _{1}=\mu _{1}\\[1mm]\kappa _{2}=-\mu _{1}^{2}+\mu _{2}\\[1mm]\kappa _{3}=2\mu _{1}^{3}-3\mu _{1}\mu _{2}+\mu _{3}\\[1mm]\;\ldots \end{cases}}}.
Интересный метод, основанный на производной для более простого отыскания этих взаимоотношений, а также эти выражения для более высоких порядков описаны у Кендалла. Он также даёт общую формулу для поиска моментов через полуинварианты и обратно, эта же формула встречается и у Ширяева. Кстати, эту общую формулу в некоторой литературе так и называют формулой Ширяева-Леонтьева, хотя по всей видимости они не были первыми, кто её вывел.

## История
Полуинварианты были введены датским астрономом и математиком Торвальдом Николаем Тиле в 1889 году (по другим данным в 1903 году). В русском языке также используется название семиинварианты (от латинского semi-, что означает полу-, половина). Тиле назвал эти статистические величины полуинвариантами (semi-invariant), и до 1930-х годов их так и называли, пока английский статистик Фишер не предложил название кумулянты (англ. cumulants), ввиду их кумулятивных свойств, и со временем именно это название и закрепилось в литературе. Тем не менее, в русскоязычной литературе предпочтение всегда отдавалось оригинальному названию, например Ширяев использует только лишь оригинальное латинское название. Для обозначения полуинвариант почти всегда используется греческая буква {\displaystyle \kappa }, хотя, например, Ширяев использует {\displaystyle \zeta }.
Несмотря на то, что введены полуинварианты были давно, им уделяли очень мало внимания: только лишь в конце 1930-х годов Фишер впервые провёл систематическое исследование полуинвариантов.
На сегодняшний день полуинварианты прочно вошли в мир современной статистики и её приложений. В частности они очень широко используются в области обработки сигналов, что связано с некоторыми их полезными свойствами: например, все полуинварианты третьего и более высоких порядков равны нулю для нормальных процессов, а смешанные полуинварианты всех порядков статистически независимых величин равны нулю. Используя понятие полуинвариантов, можно ввести более общее понятие статистической независимости двух величин до {\displaystyle n}-го порядка, подразумевая под этим то, что все смешанные полуинварианты порядка до {\displaystyle n} (включительно) равны нулю.